# Juniperus communis subsp. hemisphaerica
Juniperus communis hemisphaerica es una subespecie de Juniperus communis.

## Descripción
Es una mata no rastrera. Ramillas con los entrenudos visibles; las hojas forman un ángulo abierto o casi perpendicular con la ramilla. Acículas relativamente anchas, de 1,3 a 2 mm de anchura. Planta con porte de mata, frecuentemente con aspecto redondeado. Puede alcanzar los 2,5 m, pero frecuentemente no sobrepasa los 1,5 m.

## Distribución y hábitat
Se encuentra en zonas altas en las montañas del Mediterráneo. En España en la mitad oriental de la península ibérica, aunque alcanza las provincias de Segovia y Ávila. 

## Taxonomía
Juniperus communis hemisphaerica fue descrita por (C.Presl)  Nyman y publicado en Conspectus florae europaeae : seu Enumeratio methodica plantarum phanerogamarum Europae indigenarum, indicatio distributionis geographicae singularum etc. 3: 676. 1881.
Etimología
Juniperus: nombre genérico que procede del latín iuniperus, que es el nombre del enebro.
communis: epíteto latíno que significa "vulgar, común"
hemisphaerica: epíteto latíno que significa "hemisférica"

## Nombres comunes
- Castellano: bolas de lebrina, butas, carrasco, chaparro, enebra, enebriza (2), enebro (5), enebro común (5), enebro de los pinchos, enebro negral, enebro negro, enebro zorrero, gayuba, grojo (2), jabina, jabino (3), sabina, sabina morisca (2), sabino.(el número entre paréntesis indica las especies que tienen el mismo nombre en España)[5][6]